# Leptotes vellozicola
Leptotes vellozicola là một loài lan bản địa của Brasil (Bahia).